# Irmãs da Providência de Gap
As Irmãs da Providência de Gap são uma congregação religiosa feminina, docente e hospitaleira, de direito pontifício.

## Histórico
Em 1823, as Irmãs da Providência de Portieux abriram uma escola em Vitrolles (Altos-Alpes) onde encontraram muitas mulheres ansiosas por abraçar a vida religiosa no seu instituto. Devido à distância da casa mãe, um noviciado é aberto em Saint-Bonnet-en-Champsaur. Entre as primeiras 3 noviças estava a Irmã Élisabeth Marrou que se tornou superiora geral em 1838, na época da separação de Portieux.
Nicolas-Augustin de La Croix d'Azolette, bispo de Gap, desejando ter freiras docentes em sua diocese, estabeleceu o noviciado em Gap e, em 5 de junho de 1838, tornou a congregação de Gap autônoma da casa mãe de Portieux, mas apesar da separação, as irmãs continuarão a considerar Jean-Martin Moyë como seu fundador. As freiras emitiram os votos em 25 de setembro de 1843. A capela foi consagrada em 22 de setembro do ano seguinte.
As leis anti-congregacionistas francesas levam ao fechamento de muitas casas e levam as irmãs a estabelecer filiais no exterior; no Piemonte (1902); na Espanha e no México (1903), de onde as freiras se espalharam para El Salvador e Cuba; na Inglaterra (1904).
O instituto recebeu o decreto de louvor em 23 de fevereiro de 1855 e suas constituições foram aprovadas definitivamente pela Santa Sé em 2 de março de 1937.

## Atividades e difusão
As irmãs se dedicam ao ensino, ao cuidado dos enfermos, inclusive em domicílio, e aos trabalhos paroquiais.
Eles estão presentes em:
- Europa: França, Espanha, Itália.
- América: Bolívia, Brasil, México.
- África: Benim.
- Ásia: Índia.

A casa mãe fica no Kremlin-Bicêtre.
Em 2017, a congregação contava com 570 irmãs em 96 casas.